# Idoate
Idoate es una entidad de población española del municipio de Izagaondoa, perteneciente a la Comunidad Foral de Navarra.

## Historia
Hacia mediados del siglo XIX, el lugar, ya por entonces perteneciente a Izagaondoa, tenía contabilizada una población de 58 habitantes. Aparece descrito en el noveno volumen del Diccionario geográfico-estadístico-histórico de España y sus posesiones de Ultramar de Pascual Madoz con las siguientes palabras:

IDOATE: l. del ayunt. y valle de Izagaondoa, en la prov. y c. g. de Navarra, aud. terr. y dióc. de Pamplona (2 1/2 leg.), part. jud. de Aoiz (1 1/2): sit. en una pequeña eminencia que mira al S. y desde la cual empieza un monte poco elevado que llaman Poche de Ilundain; clima frio y saludable. Tiene 8 casas, igl. parr. (Sta. Agueda) de entrada, servida por un abad de provision de los vec.; una ermita dedicada á San Miguel, y cementerio: para beber y demas usos doméstico se surten los naturales de una fuente que hay á 200 varas del pueblo. El térm. se estiende 1/4 de leg. de N. á S., y 3/4 de E. á O., y confina N. Lerruz; E. Urroz; S. Lizarraga, y O. Laquidain é Ilundain. El terreno es de mediana calidad, le cruza un arroyo que suele perder su caudal durante el verano: existe un monte robledal y no faltan prados naturales que se aprovechan para el ganado. caminos: locales de herradura, en regular estado. El correo se recibe de Urroz por balijero. prod.: trigo, maiz, patatas, vino y avena; cria ganado lanar, vacuno y caballar, y caza de perdices y liebres. pobl.: 8 vec., 58 alm. riqueza con el valle. (V.)
(Madoz, 1847, p. 383)

En 2022, tenía empadronados veintiséis habitantes.

## Patrimonio
Hay en el lugar una iglesia de Santa Águeda.